# Pascal Lecamp
Pascal Lecamp, né le 6 avril 1958 à Civray, est une personnalité politique française, membre du MoDem. Il est élu député en 2022.

## Biographie
Conseiller municipal depuis 2008, Pascal Lecamp est élu maire de Civray en 2020.
Lors des élections législatives de 2022, il est élu député de la troisième circonscription de la Vienne le 19 juin 2022. Il est membre de la commission des finances et coordonnateur des commissaires du groupe démocrate aux finances,. Il est réélu lors des élections législatives de 2024 .